# No More Tears (Osbourne-album)
A No More Tears Ozzy Osbourne hatodik stúdióalbuma, amely 1991. szeptember 17-én jelent meg. Zakk Wylde gitározik továbbra is ezen a lemezen, emellett folytatja dalszerzői munkáját is, kiegészülve a Motörhead énekes-basszusgitárosával Lemmy-vel, aki beszáll társszerzőnek négy szám erejéig. Érdekesség, hogy az albumról készült videóklipeken Mike Inez látható, ahogy basszusgitározik, holott a lemez felvételein Bob Daisley basszusgitározott.
Nemzetközi turné indult No More Tours címmel, ugyanis Ozzy bejelentette, hogy ez volt az utolsó lemez és visszavonul. Az album I Don't Want To Change The World című száma Grammy-díjat kapott. A legutolsó koncertje végén Ozzy behívta a Sabbath tagjait, hogy együtt eljátsszanak négy klasszikus számot. Ezek után Ozzy hivatalosan visszavonult, bár a koncert végén a kivetítőn megjelent, hogy I'll Be Back.

## Számlista
Az összes dalt Ozzy Osbourne, Zakk Wylde és Randy Castillo írta, a kivételek külön vannak jelölve.
1. Mr. Tinkertrain – 5:55
2. I Don't Want to Change the World (Osbourne, Wylde, Castillo, Lemmy) – 4:04
3. Mama, I'm Coming Home (Osbourne, Wylde, Lemmy) – 4:11
4. Desire (Osbourne, Wylde, Castillo, Lemmy) – 5:45
5. No More Tears (Osbourne, Wylde, Mike Inez, Castillo, John Purdell) – 7:22
6. S.I.N. – 4:46
7. Hellraiser (Osbourne, Wylde, Lemmy) – 4:51
8. Time After Time (Osbourne, Wylde) – 4:20
9. Zombie Stomp – 6:13
10. A.V.H. – 4:12
11. Road to Nowhere – 5:09

Bónuszfelvételek a 2002-es újrakiadáson
1. Don't Blame Me – 5:06
2. Party with the Animals – 4:17

## Közreműködők
- Ozzy Osbourne – ének
- Zakk Wylde – gitár
- Bob Daisley – basszusgitár
- Mike Inez – basszusgitár-inspirációk és zenei rendező (A No More Tears dal riff-jét is ő írta)
- Randy Castillo – dobok
- John Sinclair – billentyűs hangszerek